# Guido Cantz
Guido Cantz (Porz am Rhein, 19 augustus 1971) is een Duitse presentator, humorist en boekenauteur.

## Jeugd en opleiding
Na zijn eindexamen aan het Maximilian Kolbe Gymnasium in Wahn en aansluitend de militaire dienstplicht studeerde hij van 1991 tot 1994 bedrijfseconomie aan de Universiteit van Keulen en sloot in 1996 zijn opleiding tot commercieel media-assistent af aan het Joseph DuMont Beroepscollege.

## Carrière
Sinds 1991 treedt Cantz, ten eerste als Mann für alle Fälle, als spreker op bij het Keulse carnaval en werkt daar zo’n 250 optredens per zittingsperiode af.
Sinds 1998 is hij regelmatig als comediant en presentator te zien op de televisie. Naast talrijke gastoptredens in komedie- en satire-shows, zoals de Quatsch Comedy Club, TV Total, Ottis Schlachthof en Genial daneben, presenteert hij zijn eigen amusementslevels. Zo presenteerde hij de shows Karnevalissimo (ZDF, Kenn ich (Kabel 1), Die Edgar Wallace-Show (Kabel 1), Deal or no Deal (Sat.1) en Wie geil ist das denn? (WDR). Sinds 2010 presenteert hij live de zaterdagavondshow Verstehen Sie Spaß? (Das Erste) en sinds 2013 Verstehen Sie was? (SWR). Hij is een vast panellid van Meister des Alltags (SWR). Sinds 2006 toert hij met een eigen podiumprogramma door Duitsland en viert hij in 2017 zijn 25-jarig podiumjubileum Blondiläum. Hij schreef tot nu toe drie boeken. Vervolgens is hij ook co-commentator bij de SWR1-Hitparade en verzorgt sinds 2015 de Keulse carnavalsoptocht van commentaar bij de WDR.

## Privéleven
Cantz heeft een broer, is sinds 2009 getrouwd met Kerstin, heeft een zoon (geb. 2010) en woont met zijn familie in Köln-Porz. Guido Cantz is een nazaat van Kaspar Kantz, de stichter van de eerste bekende protestantse godsdienstorde.

## Onderscheidingen
- 2003: Spitze Feder
- 2004–2006: Närrischer Oscar
- 2009: Duits ijsvoetbal-bekerwinnaar
- 2014: Duitse comedyprijs Beste Verborgen Camera – Verstehen Sie Spaß?

## Werken

### Televisie
- 2000–2011: Karnevalissimo, ZDF, presentatie
- 2001: Unter uns (aflevering 1681–1715), RTL, Rol: Manni Schuster
- 2003: Kenn ich, die witzigste Serienshow, Kabel 1, presentatie
- 2003: Die Edgar-Wallace-Show, Kabel 1, presentatie
- 2004–2005: Reklame!, Kabel 1, presentatie
- 2003–2009: Genial daneben (77 afleveringen), Sat 1, panellid
- 2005: Urmel aus dem Eis, Sat 1, Rol: Tim Tintenkleks
- 2008: Nachgetreten! (drie afleveringen), ZDF, vast panellid
- 2004–2008: Deal or No Deal, Sat 1, presentatie
- 2006: Tierisch Wild, bioscoopfilm, Rol: die Schlange
- 2008: Cantz schön frech, Sat 1, comedy solo programma
- 2009: Die Dreisten Drei (aflevering 7x02), Sat 1, gastrol
- sinds 2010: Verstehen Sie Spaß?, ARD, presentatie
- 2011: Schlag den Star, Pro 7, gast
- 2012: Einfach die Besten, SWR, gast
- sinds april 2012: Meister des Alltags, SWR, vast panellid
- sinds september 2013: Verstehen Sie was?, SWR, presentatie
- 2014: Pastewka: Der Bescheid
- 2015: Jetzt wird’s schräg, Sat 1, gast
- 2015: Wie geil ist das denn?, WDR, presentatie
- sinds 2015: Rosenmontagszug, Köln, WDR, commentaar
- 2015/2016: Lachgeschichten, ARD, SWR, WDR, dokumentatie over Guido Cantz
- 2015/2016: Quizduell, ARD, gast
- 2016: Das ProSieben Auswärtsspiel, Pro 7, gast
- 2016: Quizchampion, ZDF, expert film en televisie
- 2016: SWR3 New Pop Special, SWR, presentatie
- 2016: Cantz schön clever, ARD, SWR, WDR, comedy solo programma

### Soloprogramma
- 2006–2007: Cantz schön frech
- 2007–2010: Ich will ein Kind von Dir
- 2012–2015: Cantz schön clever
- sinds herfst 2016: Blondiläum 25 Jahre – Best of Guido Cantz

### CD's
- 2006: Cantz schön frech
- 2009: Ich will ein Kind von dir!
- 2012: Cantz schön clever (luisterboek)
- 2015: Wo ist der Witz (luisterboek)
- 2015: Ist das ein Witz? Vol.3 Kommt ein Entertainer zum Arzt... met Eckart von Hirschhausen

### Boeken
- 2006: Cantz nah am Ball
- 2012: Cantz schön clever
- 2015: Wo ist der Witz?